# Poběžovice
Poběžovice är en stad i Tjeckien.   Den ligger i regionen Plzeň, i den västra delen av landet, 130 km sydväst om huvudstaden Prag. Poběžovice ligger 430 meter över havet och antalet invånare är 1 707.
Terrängen runt Poběžovice är platt åt nordost, men åt sydväst är den kuperad.Runt Poběžovice är det ganska tätbefolkat, med 72 invånare per kvadratkilometer. Närmaste större samhälle är Domažlice, 12,0 km sydost om Poběžovice. Trakten runt Poběžovice består till största delen av jordbruksmark.